# Taatsukajik

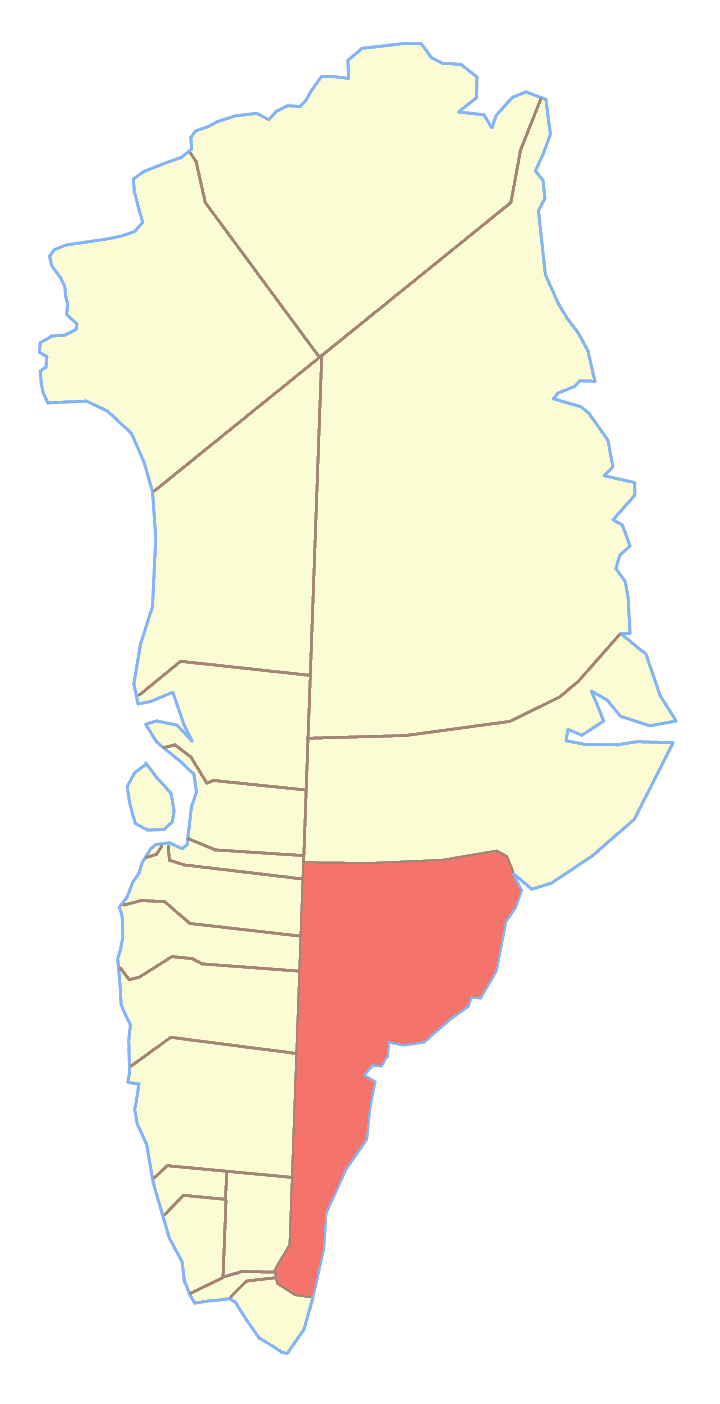
Ex comune di Ammassalik, dove si trovava il Taatsukajik

Il Taatsukajik è una montagna della Groenlandia di 807 m. Si trova a 65°36'N 37°
03'O; appartiene al comune di Sermersooq.